# White Airways
White Airways — чартерная авиакомпания Португалии со штаб-квартирой в городе Лиссабон, специализирующаяся на средне- и дальнемагистральных пассажирских перевозках.
Портом приписки авиакомпании является лиссабонский Международный аэропорт Портела.

## Общие сведения
С 2005 года 75 % White Airways принадлежало крупнейшему авиаперевозчику Португалии — члену глобального авиационного альянса Star Alliance авиакомпании TAP Portugal, остальные 25 % находились в собственности португальского туристического агентства Abreu Group.
В конце 2009 года TAP Portugal реализовала акции White Airways португальскому авиационному холдингу Omni - Aviação e Tecnologia, который с тех пор является фактическим владельцем авиакомпании.

## Маршрутная сеть
- Бразилия
  - Натал — Международный аэропорт Натал
  - Ресифи — Международный аэропорт Ресифи
  - Салвадор — Международный аэропорт Салвадор

- Кабо-Верде
  - Сал — Международный аэропорт имени Амилкара Кабрала
  - Боавишта (остров) — Аэропорт Боавишта

- Куба
  - Варадеро — Аэропорт Хуана Гуальберто Гомеса

- Доминиканская Республика
  - Пунта Кана — Международный аэропорт Пунта Кана
  - Самана — Международный аэропорт Эль-Катей

- Греция
  - Афины — Международный аэропорт Афины
  - Ираклион — Международный аэропорт Ираклион имени Никоса Казандзакиса
  - Кос — Аэропорт Кос
  - Родос — Международный аэропорт Родос

- Ямайка
  - Монтего-Бэй — Международный аэропорт имени сэра Дональда Сангстера

- Мальта
  - Мальта — Международный аэропорт Мальты

- Марокко
- Мексика
  - Канкун — Международный аэропорт Канкун

- Португалия
  - Фуншал — Международный аэропорт Мадейры
  - Лиссабон — Международный аэропорт Портела хаб
  - Порту — Аэропорт Порту вторичный хаб
  - Порту-Санту — Аэропорт Порту-Санту

- Испания
  - Фуэртевентура — Аэропорт Фуэртевентура
  - Ивиса — Аэропорт Ивиса
  - Лас-Пальмас-де-Гран-Канария — Аэропорт Гран-Канария
  - Лансароте — Аэропорт Лансароте
  - Пальма — Аэропорт Пальма-де-Мальорка
  - Тенерифе — Аэропорт Тенерифе Южный

- Великобритания
  - Лондон — Аэропорт Лутон — чартеры

- США
  - Майами — Международный аэропорт Майами

## Чартеры
Список авиакомпаний — партнёров White Airways по чартерным маршрутам:
- Abreu
- Iberojet
- MundoVip
- Soltour
- Travelpan
- EntreMares
- Air Niugini

## Флот
В мае 2010 года воздушный флот авиакомпании White Airways составляли следующие самолёты:
По состоянию на 7 августа 2009 года средний возраст воздушных судов авиакомпании White Airways составлял 13 лет.